# Linea Keisei Oshiage
La  Linea Keisei Oshiage (京成押上線?, Keisei-Oshiage-sen) gestita dalle Ferrovie Keisei è una ferrovia a scartamento normale che collega le stazioni di Keisei Oshiage, nel quartiere di Sumida e Aoto, in quello di Katsushika, entrambe a Tokyo. Presso la stazione di Oshiage, capolinea della linea Hanzōmon e della linea Asakusa alcuni treni continuano diretti sulla linea Oshiage.

## Servizi e stazioni
Oltre ai treni locali, che fermano a tutte le stazioni, la compagnia offre diversi tipi di treni.
Espresso Accesso (アクセス特急?, Akusesu Tokkyū)
Servizio senza sovrapprezzo, da Oshiage per l'Aeroporto di Narita via Narita Sky Access tra Keisei Takasago e l'aeroporto.
Espresso Limitato Rapido (快速特急?, Kaisoku Tokkyu) (ELR) ed Espresso Limitato (特急?, Tokkyu) (EL)
I treni EL fermano solo alle stazioni di Oshiage e Aoto su questa linea. I treni ELR, introdotti dal 2006, sono diretti ad Asakusa la mattina e viceversa la sera.
Rapido (快速?, Kaisoku)
Servizio continuativo sulla linea Keisei principale. Sia i treni rapidi che i Rapidi Aeroporto fermano solo a Oshiage e Aoto sulla linea.
Locale (各駅停車 o 普通?, Kakueki-teisha o Futsū)
Ferma a tutte le stazioni.

### Stazioni
| Staziome        | Giapponese | Distanza   | Distanza | Rapido | Espr. Pendol. | Espr. Lim. | Espr. Lim. Rapido | Espr. Accesso. | Collegamenti                                    | Posizione  | Posizione |
| Staziome        | Giapponese | Interstaz. | Totale   | Rapido | Espr. Pendol. | Espr. Lim. | Espr. Lim. Rapido | Espr. Accesso. | Collegamenti                                    | Posizione  | Posizione |
| --------------- | ---------- | ---------- | -------- | ------ | ------------- | ---------- | ----------------- | -------------- | ----------------------------------------------- | ---------- | --------- |
| Keisei-Oshiage  | 京成押上   | -          | 0.0      | ●      | ●             | ●          | ●                 | ●              | Linea Asakusa Linea Hanzōmon Linea Tōbu Isesaki | Sumida     |           |
| Keisei-Hikifune | 京成曳舟   | 1.1        | 1.1      | │      | │             | │          | │                 | │              |                                                 | Sumida     |           |
| Yahiro          | 八広       | 1.3        | 2.4      | │      | │             | │          | │                 | │              |                                                 | Sumida     |           |
| Yotsugi         | 四ッ木     | 0.7        | 3.1      | │      | │             | │          | │                 | │              |                                                 | Katsushika |           |
| Keisei-Tateishi | 京成立石   | 1.5        | 4.6      | │      | │             | │          | │                 | │              |                                                 | Katsushika |           |
| Aoto            | 青砥       | 1.1        | 5.7      | ●      | ●             | ●          | ●                 | ●              | Linea Keisei Principale                         | Katsushika |           |